# ممارسة ثقافية
الممارسة الثقافية تشير بوجه عام إلى إظهار الثقافة أو الثقافة الفرعية، وبالأخص فيما يتعلق بالممارسات التقليدية والعرفية لمجموعة عرقية معينة أو مجموعة ثقافية أخرى. وفي المعنى الأوسع للمصطلح، فإنه يمكن تطبيقه على أي شخص يُظهر أي جانب من جوانب أي ثقافة في أي وقت. ومع ذلك، فإن الاستخدام العملي للمصطلح يشير عادة إلى الممارسات التقليدية التي تتطور في ثقافات عرقية معينة، خاصة جوانب الثقافة تلك التي كانت تمارس منذ أزمنة قديمة.
يكتسب المصطلح الأهمية بسبب الجدل المتزايد حول «حقوق الممارسة الثقافية»، المحمية في العديد من الولايات القضائية للسكان الأصليين والأقليات العرقية أحيانًا. كما أنه يمثل مكونًا رئيسيًا في مجال الدراسات الثقافية، ويعتبر بؤرة تركيز أساسية للأعمال الدولية مثل إعلان الأمم المتحدة لحقوق السكان الأصليين. .
تمثل الممارسة الثقافية أيضًا موضوعًا للنقاش في المسائل المتعلقة بالبقاء الثقافي.	. فإذا احتفظت جماعة عرقية بهويتها العرقية الرسمية ولكن فقدت ممارساتها الثقافية الأساسية أو المعرفة أو المصادر أو القدرة على الاستمرار فيها، فتجد أن الاستفسارات تتزايد بشأن قدرة الثقافة بالفعل على البقاء إطلاقًا. وتواصل الهيئات الدولية مثل منتدى الأمم المتحدة الدائم المعني بقضايا السكان الأصليين العمل بشأن هذه القضايا، التي هي في مقدمة قضايا العولمة بشكل متزايد.

## أمثلة للممارسات الثقافية
- الممارسات الدينية والروحية
- ممارسات العلاج الطبي
- أشكال التعبير الفني
- التفضيلات الغذائية وممارسات الطهي
- المؤسسات الثقافية (انظر أيضًا دراسات المؤسسات الثقافية)
- إدارة الموارد الطبيعية
- الإسكان والتعمير
- ممارسات رعاية الأطفال
- الحكم والقيادة وحل النزاعات
- علاقات القوة
- ممارسات «الحياة اليومية» (بما في ذلك العلاقات الأسرية)
- الممارسات الأخرى غير المذكورة أعلاه

## المؤهلات
تمثل مسألة ما يوصف بأنه ممارسة ثقافية مشروعة موضوع نقاش لكثير من المجتمعات القانونية والعرقية. ويتم طرح السؤال في مجالات موضوع جدلية مثل تشويه الأعضاء التناسلية و صيد السكان الأصليين وممارسات التجمع , والاستفسار عن ترخيص ممارسي الطب التقليديين .
تعترف العديد من الثقافات التقليدية بأعضاء من خارج انتمائها العرقي كممارسين للثقافة، ولكن في ظل ظروف خاصة. وبوجه عام، فلابد من تمرير المعرفة أو العنوان بطريقة تقليدية، كما تتم مشاركة المعرفة الأسرية من خلال التبني، أو من خلال اختيار مدرس هذه الممارسة لطالب معين يتصف بالصفات المطلوبة لتلك الممارسة وتعليمه بطريقة عملية ومباشرة يمكن من خلالها امتصاص القيم الأساسية والنظم العقائدية للثقافة. وتمثل درجة قدرة ممارسة هؤلاء غير العرقيين للحقوق «العرفية والتقليدية» ودرجة الاعتراف بممارستهم بأنها صالحة موضوع جدل واسع بين المجتمعات العرقية الأصلية وغيرها، وفي بعض الأحيان للأنظمة القانونية التي تعمل بموجبها هذه المجتمعات. إن الفرق بين ممارس الثقافة الصادق غير الأصلي والقرصنة الثقافية، أو الاحتلال الثقافي, يمثل قضية رئيسية في دراسة العولمة  والتحديث.

## تطور الثقافة
يمثل تطور الثقافات التقليدية موضوع كثير من النقاشات في المحافل القانونية والعلمية والمجتمعية. ومن المقبول بوجه عام أن جميع الثقافات إلى حد ما في حالة مستمرة من التطور الثقافي الاجتماعي. غير أنه تحيط استفسارات كبيرة بشرعية التعبيرات الثقافية المتطورة حديثًا، وخصوصًا عندما تتأثر بالتحديث أو بالثقافات الأخرى. كما أن هناك جدلاً كبيرًا بشأن مصدر التطور: على سبيل المثال، يمكن لمجتمعات السكان الأصليين قبول استخدام مواد تم شراؤها من متجر لإنشاء فنون تقليدية، ولكنهم يرفضون متطلبات التقدم لطلب تصريح لأغراض تجمع معينة؛ والفرق الأساسي هو أن أحدها يمثل تطورًا ثقافيًا داخليًا بينما يكون الآخر محركًا خارجيًا بواسطة المجتمع أو الكيان القانوني الذي يحيط بالثقافة.